# 林茨附近阿尔滕贝格
阿尔滕贝格北林茨是奥地利上奥地利州乌尔法尔城郊县的一个市镇。总面积36平方公里，总人口4212人，人口密度117.0人/平方公里（2005年）。